# Louise Ochsé
Pour les articles homonymes, voir Ochsé.
Louise Esther Mayer mariée Ochsé est une sculptrice franco-belge née le 13 juin 1884 à Forest en Belgique et morte assassinée victime de la Shoah le 5 août 1944 à Auschwitz-Birkenau (Pologne) déportée par le Convoi 77.

## Biographie

### Vie professionnelle
Elle a d'abord étudié avec Constantin Meunier. Elle s'installe à Paris et expose ses œuvres au Salon de la Société Nationale des Beaux-Arts entre 1905 et 1914 et au Salon de la Libre Esthétique de 1906 à 1914. À l'occasion de son exposition à la galerie Boutet de Monvel en 1912, le poète et écrivain Guillaume Apollinaire fait l'éloge de son œuvre. Parmi les exemples de son art, citons un buste de Maurice Ravel qui est maintenant exposé au musée du compositeur Maurice Ravel dans la ville de Montfort-l'Amaury, près de Paris, et un masque en bronze du compositeur Claude Debussy qui a été exposé au musée d’Orsay d'octobre 3 à février 2008. Une plaque de bronze intitulée Challenge de Gramont est exposée au Musée Fogg. 

### Vie personnelle
Louise Mayer est issue d'une riche famille belge juive. Elle est la nièce du créateur du théâtre des Champs Elysées Gabriel Astruc et du Grand Rabbin de Belgique Élie-Aristide Astruc.

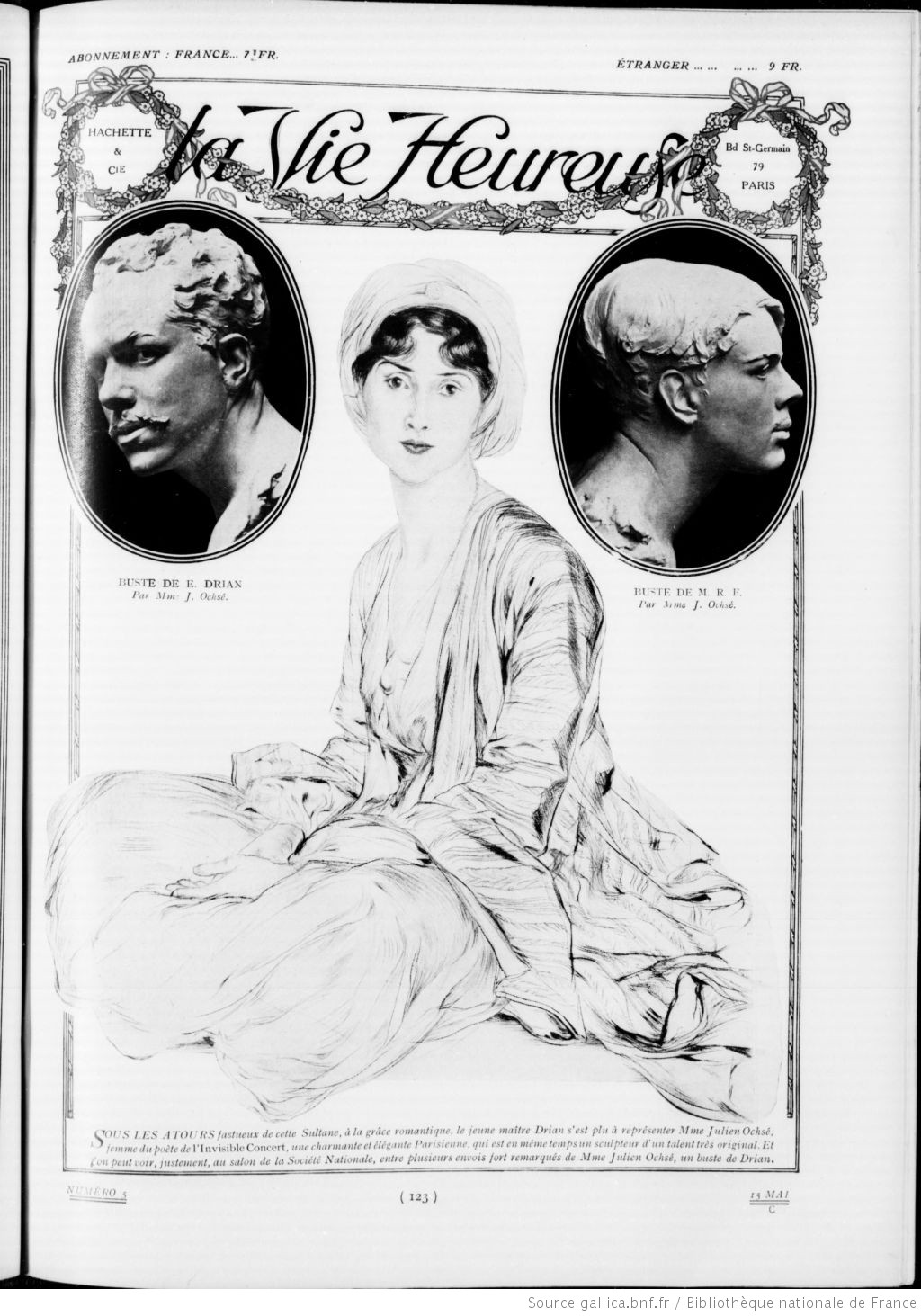
Louise Ochsé en Sultane dessinée par Etienne Drian le beau-frère de son mari avec derrière elle deux de ses sculptures.

Elle se maria une première fois à Neuilly-sur-Seine le 5 juin 1906 avec le poète, écrivain et parolier Julien Edgard Ochsé. Puis à la mort de son mari (décédé en 1936) elle épousa le frère du défunt Fernand Emile Didier Ochsé artiste peintre, décorateur, musicien, auteur, poète et compositeur à Paris le 12 avril 1938.

### Fin tragique
Louise et Fernand Ochsé ont fui en 1940 vers la zone occupée par l'Italie,
Ils sont arrêtés à Cannes en juillet 1944 par la gestapo et emprisonnés à Nice, puis déportés au camp de Drancy. Arthur Honegger et Reynaldo Hahn (des amis proches de Fernand Ochsé) ne peuvent, malgré leurs démarches, les sauver. Ils sont déportés le 31 juillet 1944 par le Convoi 77 vers le camp d'extermination d'Auschwitz-Birkenau, où ils sont assassinés le 5 août 1944. Leur dernière adresse est à la Clinique Montmorency, Route de Fréjus, Cannes (Alpes-Maritimes).

## Œuvres principales

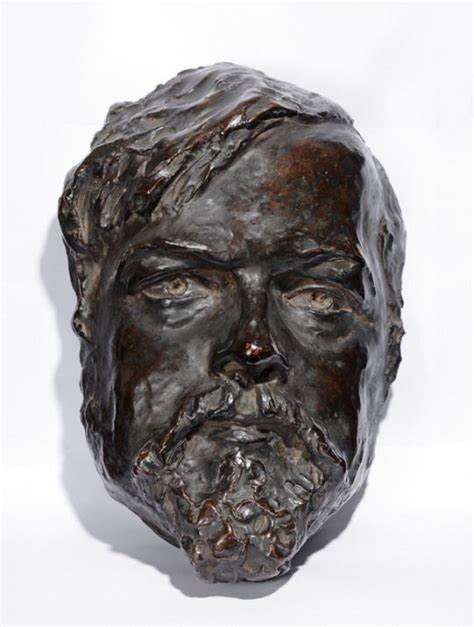
Masque de Claude Debussy, terre cuite, 1920
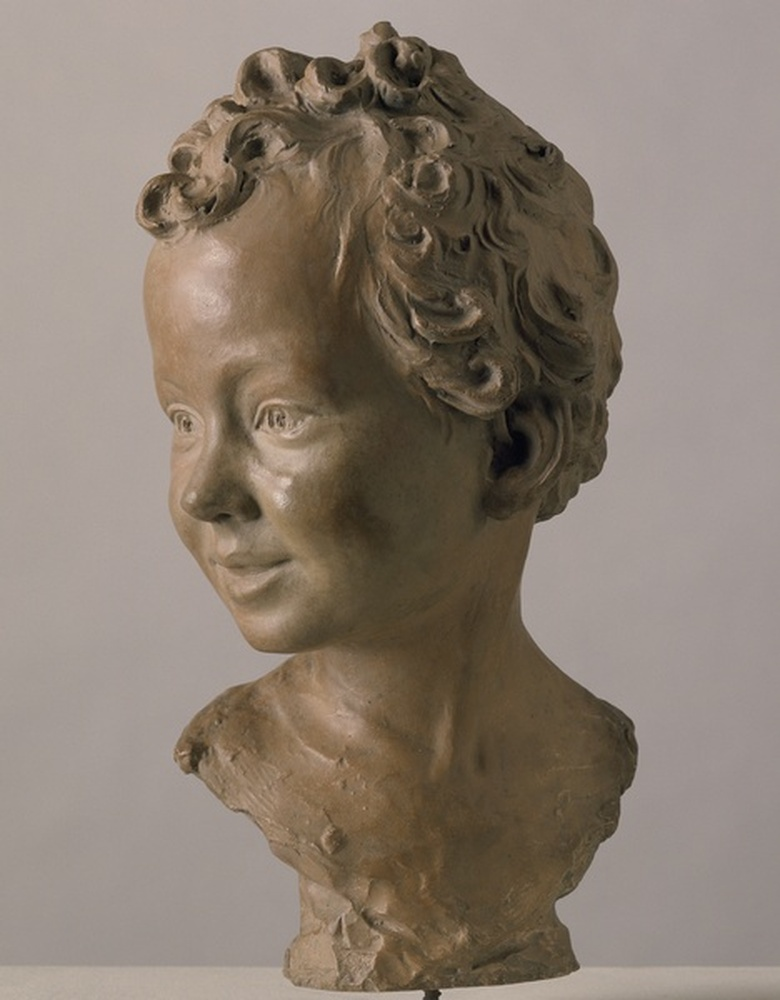
Tête d'enfant, 1918, Musée de Grenoble
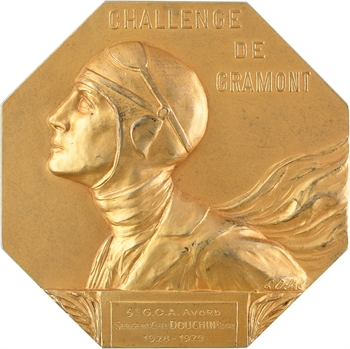
Aviation : Challenge de Gramont, vermeil, 1929, Paris
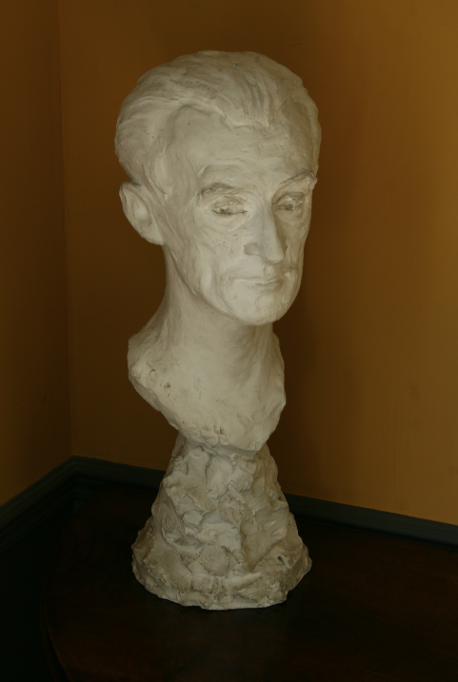
Buste en plâtre de Maurice Ravel, Maison-musée Maurice Ravel à Montfort-L'Amaury.
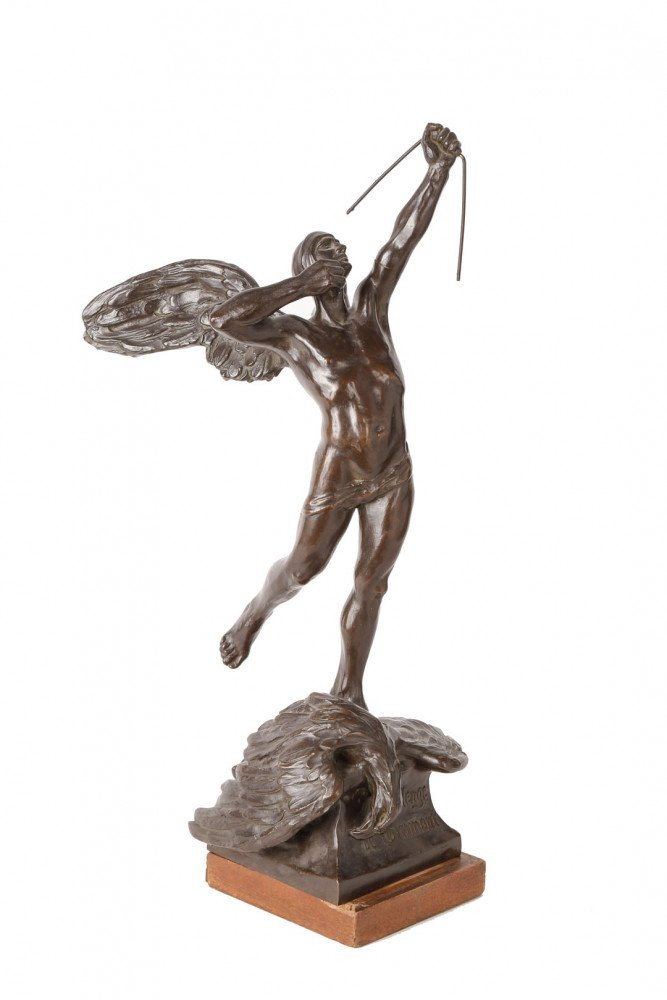
Le Challenge de Gramont, 1925